# Brachystelma glabriflorum
Brachystelma glabriflorum är en oleanderväxtart som först beskrevs av Ferdinand von Mueller, och fick sitt nu gällande namn av Rudolf Schlechter. Brachystelma glabriflorum ingår i släktet Brachystelma och familjen oleanderväxter. Inga underarter finns listade i Catalogue of Life.